# Красноярское (Калининградская область)
Красноя́рское (до 1946 года Зоденен (нем. Sodehnen, лит. Sodėnai)) — посёлок в Озёрском муниципальном округе Калининградской области, до 2014 года являлся административным центром Красноярского сельского поселения.

## География
Посёлок расположен в 16 километрах от Черняховска и 14 километрах от Озёрска на автодороге 27А-043. До конца Второй мировой войны в посёлке располагалась ж/д станция на линии Даркеман — Инстербург.

## История
До 1945 года Зоденен входил в состав Восточной Пруссии, Германия. С 1945 года входил в состав РСФСР СССР. Ныне в составе России. В 1946 году Зоденен был переименован в Красноярское. С 1947 года посёлок относился к Садовскому сельскому совету. 
30 июня 2008 года стал административным центром образованного в ходе административной реформы в Российской Федерации Красноярского сельского поселения.

## Население
| 1910 | 1925 | 1933 | 1939 | 2002 | 2010 |
| ---- | ---- | ---- | ---- | ---- | ---- |
| 333  | ↗339 | ↗372 | ↗422 | ↗608 | ↘575 |

## Инфраструктура
Средняя общеобразовательная школа закрыта в 2008 году, детский сад № 10 закрыт в 2018 году, действует фельдшерско-акушерский пункт